# Государственное устройство Камбоджи
Камбоджа является унитарным государством.

## Законодательная власть
Высшим законодательным и представительным органом Камбоджи является парламент, который состоит из двух палат — Национального Собрания и Сената. 
Для разрешения особо важных государственных вопросов Палаты и Сенат могут проводить совместные заседания — Конгресс. Национальное Собрание избирается сроком на 5 лет; Сенат — на 6.

### Сенат
Функцию верхней палаты осуществляет Сенат (Протсапхея), который состоит из 61 члена. Выборы в Сенат проходят по смешанной «французской модели»: по 2 члена Сената назначаются главой государства и избираются Национальным Собранием, остальные 57 членов палаты избираются посредством выборщиков по так называемым «функциональным округам». По аналогичной избирательной системе проходят выборы в Сенат Франции.
Сенат является законодательным органом, исполняющим свои полномочия в соответствии с действующим законодательством. При этом Конституция Камбоджи не устанавливает перечень полномочий Сената, отмечая в статье 112, что Сенат выполняет свои обязанности, координируя свою работу с Национальным Собранием и Королевским правительством. Порядок проведения первого и очередных заседаний, порядок проведения сессий, созыва палаты, принятие решений, организация работы Сената аналогичны Национальному Собранию.
Верхняя палата камбоджийского парламента впервые была введена республиканской конституцией 1970 года. Сенат Кхмерской Республики состоял из 40 членов, которые избирались по смешанной системе: 3/5 — в ходе непрямых выборов в регионах страны, 1/5 — представителями гражданской администрации, остальные депутаты — Советом Вооруженных Сил. Первые и единственные выборы в Сенат Кхмерской Республики прошли в 1972 году, по результатам которых все места заняла Социально-республиканская партия генерала Лон Нола. 
После прихода к власти Красных Кхмеров в 1975 году Сенат был упразднен. Таким образом камбоджийский парламент оставался однопалатным вплоть до восстановления монархии в 1993 году.
По результатам парламентских выборов 2012 года правящая Народная партия Камбоджи занимает 46 мест в Сенате, что является абсолютным большинством. Остальные 11 мест занимает оппозиционная Партия Сам Рейнси. Следующие выборы в Сенат запланированы на 2017 год.

### Национальное Собрание

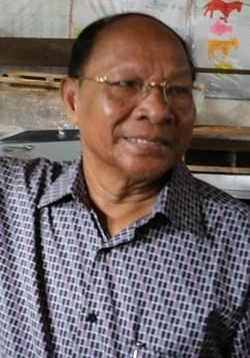
Председатель Национального Собрания — Хенг Самрин (с 2006 года по 2023 год)

Национальное Собрание (в некоторых источниках упоминается как Национальная Ассамблея) — нижняя палата камбоджийского парламента — состоит из 123 депутатов, избираемых на основе всеобщих, прямых, равных выборов с тайным голосованием. 
Согласно Конституции Камбоджи Национальное Собрание является единственным органом законодательной власти и национального представительства, исполняющее свои обязанности, в соответствии с действующим законодательством. Национальное Собрание, как и парламент Камбоджи в целом, относятся к законодательному органу с относительно-определенной компетенцией. 
Конституция Камбоджи относит к компетенции Национального Собрания внесение поправок в Конституцию, принятие законов, государственного бюджета, плана государственного развития, кредитов, финансовых соглашений, налогов, объявление амнистии, использование вооруженных сил, ратификацию и денонсацию международных договоров.
Национальное Собрание организовано по общему для современных парламентов принципу. Первая сессия Национального Собрания созывается на основании акта главы государства, который издается не позднее 60 дней после выборов. Перед началом работы Национальное Собрание решает вопрос о законности мандата каждого депутата, отдельным голосованием 2/3 голосов избирает Председателя Национального Собрания и его заместителей, формирует парламентские комиссии. До вступления в должность все депутаты Национального Собрания приносят присягу, текст которой определен в приложении к Конституции.
Сессии Национального Собрания проводятся два раза в год, продолжительность каждой сессии составляет не менее 3 месяцев. Между сессиями Национального Собрания работу ведет Постоянный комитет, в состав которого входят Председатель Национального Собрания, его заместители и председатели комиссий палаты. Постоянный комитет Национального Собрания имеет право созвать внеочередную сессию палаты по предложению главы государства, премьер-министра либо одной трети депутатов Национального Собрания.
Конституция Камбоджи предписывает Национальному Собранию в условиях чрезвычайного положения проведение ежедневных заседаний. При этом срок действия чрезвычайного положения может быть продлен в случае, если Национальное Собрание не может проводить свои заседания ввиду оккупации вооруженными силами противника.

## Исполнительная власть

### Глава государства

Королевский штандарт Камбоджи

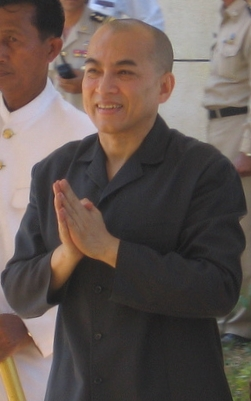
Король Камбоджи — Нородом Сиамони (с 2004 года)

Главой государства в Камбодже является Король, который символизирует единство и бессмертие нации. Король является пожизненным главой государства и возводится на трон Советом двора. 
В соответствии с Конституцией глава государства является гарантом национальной независимости, суверенитета и территориального единства государства, защитником прав и свобод его граждан, а также гарантом международных соглашений. Король выполняет августейшую роль беспристрастного судьи в обеспечении справедливой государственной власти. Король Камбоджи идеи либеральной демократии и политического плюрализма.
Основными полномочиями главы государства являются: 
- обращения к Национальному Собранию с посланиями, которые не могут быть предметом обсуждения парламентариев;
- назначение и увольнение со службы высших должностных лиц (в том числе премьер-министра и членов правительства);
- заслушивание отчетов Совета министров о положении дел в стране;
- подписание международных соглашений (после их предварительного одобрения парламентом);
- учреждение и присвоение государственных наград, чинов и почетных званий (по представлению Совета Министров);
- издание указов и оглашение принятых законов;
- объявление амнистии.

При возникновении угрозы для подданных глава государства по согласованию с премьер-министром, председателями палат парламента объявляет о введении в стране чрезвычайного положения. Помимо этого, глава Камбоджи выступает в качестве Верховного главнокомандующего Королевскими Вооруженными Силами, а также председателя Верховного совета национальной обороны.